# حمض الكروميك
يستخدم مصطلح حمض الكروميك عادة للتعبير عن خليط من حمض الكبريتيك وثنائي الكرومات، والذي قد يحتوي على العديد من المركبات، مثل ثلاثي أكسيد الكروميوم الصلب. يمكن استخدام هذا النوع من حمض الكروميك كخليط منظف للزجاج. وقد يشير حمض الكروميك إلى جزيئة H2CrO4 حيث يكون ثلاثي أكسيد الكروميوم إنهدريداً. يمتاز حمض الكروميك بوجود الكروم بحالته التأكسدية +6 وهو حمض قوي وعامل مؤكسد يسبب التآكل.

## حمض الكروميك الجزيئي

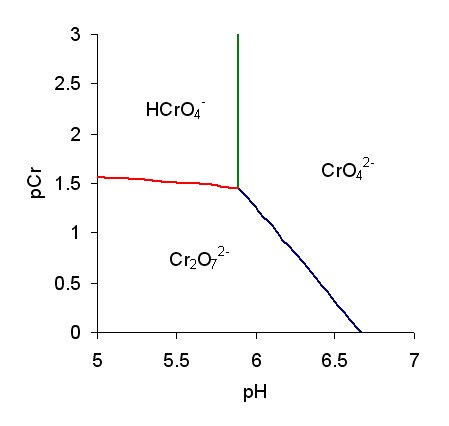
مخطط هيمنة Cr

يشبه حمض الكروميك الجزيئي H2CrO4 حمض الكبريتيك H2SO4 كثيراً، وكلاهما يصنف كحمض قوي، بالرغم من أن البروتون الأول فقط يفقد بسهولة.
H2CrO4  [HCrO4]− + H+
ولم تحدد pka التوازن بشكل دقيق، وتشير التقارير إلى أنها تترواح بين 0.8- و1.6، ومن الصعب تحديد قيمتها عند انعدام القوة الأيونية لأن التفكك النصفي يحدث فقط في المحاليل الحامضية القوية، عند pH يساوي 0 تقريباً، أي عندما يكون تركيز الحمض حوالي 1 مول.دسم−3
ثلاثي أكسيد الكروميوم هو انهدريد حمض الكروميك الجزيئي. وهو حامض لويس ويتفاعل مع قواعد لويس، مثل البيريدين في محلول لا مائي مثل ثنائي كلورو ميثان (كاشف كولنز).

## الاستعمالات
يعتبر حمض الكروميك مادة وسطية في الطلاء بالكروم، وفي طلاء السيراميك، والزجاج الملون. ونظراً لكون مزيج من حمض الكروميك وحمض الكبريتيك (يعرف أيضاً بخليط الكبريت كروميك أو الكروم كبريتيك) عاملاً مؤكسداً قوياً، فإنه يستخدم في تنظيف زجاجيات المختبر، وعلى وجه الخصوص بقايا المواد العضوية غير الذائبة، مع أن هذا الاستخدام مرفوض بسبب بعض المخواف البيئية. بالإضافة إلى أن الحامض يترك كميات قليلة من أيونات الكروميك (Cr+3) ذات المغناطيسية المسايرة  والتي قد تتداخل مع بعض الأجهزة مثل مطيافية NMR، وبالخصوص أنابيب NMR.
استخدم حمض الكروميك بشكل واسع في صناعة إصلاح المعدات، نظراً لقدرته على تلميع النحاس الأصفر. ونظراً لوجود مخاوف صحية وبيئية من استخدامه عزف العديد من متاجر التصليح عن استخدام حمض الكروميك.

## التفاعلات
يؤكسد حمض الكروميك العديد من المركبات العضوية وقد أنتجت العديد من الكواشف استناداً على هذا الحمض:
- حمض الكروميك في محلول حمض الكبريتيك والأسيتون ويعرف بكاشف جونز، والذي يؤكسد الكحولات الأولية والثانوية إلى الأحماض الكربوكسيلية والكيتونات على التوالي، بينما تؤثر نادراً على الأواصر غير المشبعة.[3]
- كلوروكرومات البريدينيوم والذي يتكون من ثلاثي أكسيد الكروميوم وكلوريد البريدينيوم، ويحول هذا الكاشف الكحولات الأولية إلى الألديهايدات المقابلة.[3]
- كاشف كولنز الناتج من ثلاثي أكسيد الكروميوم والبيريدين ويستخدم بشكل واسع في عمليات الأكسدة.
- كلوريد الكروميل، CrO2Cl2 ومركب معروف ينتج من حمض الكروميك.

### التحليل النوعي العضوي
يستخدم محلول مخفف من حمض الكروميك في الكيمياء العضوية كمؤكسد للكحولات الأولية والثانوية إلى الألديهايدات والكيتونات المقابلة، ولا تتأثر الكحولات الثالثية بهذا الحمض، وبما أن عملية الأكسدة تتضمن تغيراً في اللون من البرتقالي إلى الأزرق المخضر، فإن حمض الكروميك يستخدم كاختبار تحليلي نوعي لوجود الكحولات الأولية والثانوية.

### تحولات توضيحية
- أكسدة التولوين إلى حمض البنزويك
- أكسدة الإندين إلى حمض الفثاليك المتجانس.
- أكسدة الكحولات الثانوية إلى الكيتون (الأوكتانون الحلقي) والنورتي سايكلانون.

### كواشف بديلة
يعد حمض الكروميك أحد الكواشف العديدة المستخدمة في أكسدة الكحولات أو الألديهيدات إلى الحوامض الكاربوكسيلية، والعديد من هذه الكواشف هي محفزات. فعلى سبيل المثال أملاح النيكل(+2) تحفز عمليات الأكسدة عند طريق القصر (تحت كلورايت). تكون الألديهايدات سهلة الأكسدة وغالباً ما تكون العوامل المؤكسدة المعتدلة كافية لذلك. وتستخدم مركبات الفضة (+1) لهذا الغرض. ولكل عامل مؤكسد محاسنه ومساوئه، وغالباً ما يمكن استخدام الأكسدة الكهروكيميائية بدلاً عن المواد الكيميائية المؤكسدة.

## السلامة
مركبات الكروميوم السداسية (والتي تتضمن ثلاثي أكسيد الكروميوم، وحمض الكروميك، والكرومات، والكلوروكرومات) مواد سامة ومسرطنة، لذا لا يستخدم حمض الكروميك كعامل مؤكسد في العمليات الصناعية، باستثناء الصناعات الفضائية.
يعد ثلاثي أكسيد الكروميوم وحمض الكرومين عوامل مؤكسدة قوية وقد تتفاعل بشدة مع مركبات عضوية سهلة التأكسد، وقد ينتج عن هذا التفاعل اشتعال النيران أو الانفجار.

## روابط خارجية
- بطاقة السلامة الكيميائية 1194
- المعهد الوطني للسلامة والصحة المهنية دليل الجيب للمخاطر الكيميائية 0138